# 尼康D4
尼康D4（英語：Nikon D4）是尼康公司於2012年1月6日發佈的具有16.2百萬像素的旗艦級全畫幅（35mm）數碼單鏡反光相機（DSLR）。这一型号在尼康D3S的基础上增加了一系列的改进，包括1620万像素感光元件，改进的自动对焦和测距系统，以及扩展至204800的ISO感光度。尼康D4是首款采用XQD存储卡的相机。

## 特色[3]
- FX格式36.0 x 23.9mm全片幅，1658萬像素CMOS感光元件
- EXPEED 3影像處理引擎
- 1080 @ 30p & 24p / 720 @ 60p高畫質錄影（MOV格式，H.264 / MPEG-4編碼），
- 機身內建單聲道錄音孔，可外接立體聲麥克風。
- 3.2吋92萬像素液晶螢幕，亮度提昇，視角約170度
- 51個自動對焦點（包括15個十字型感應器，光圈f/8時支持11個感應器）
- 連拍速度約10張 / 秒（CL模式）及約11張 / 秒（CH模式）
- 快門速度範圍30 - 1/8000秒，支援B快門，閃光同步1/250秒
- 相機啟動時間約0.12秒，快門釋放時滯約0.042秒
- 快門壽命40萬次
- 支持主動式D-Lighting
- 感光度為ISO 200 - 12800，可延伸至ISO 50 - 204800
- 光學觀景窗視野率100%（FX），放大倍率約0.7倍
- 儲存媒介為XQD記憶卡和CF記憶卡I型（兼容UDMA）
- RAW檔案格式為NEF：12或14位元，無損壓縮
- 採用EN-EL18鋰電池（D4專用），續航力約2,600張照片（CIPA標準）/ 5500張（Nikon標準）
- HDMI高畫質輸出
- 內建電子水平儀
- 機身內建以太網路RJ-45接口
- 可外接WT-5無線網路傳輸器
- 可另購GPS裝置GP-1，可把方位信息自動記錄到EXIF數據
- 體積160 x 156.5 x 90.5 mm（寬x高x厚）
- 重量約1,340克（包括電池和XQD存儲卡，不包括機身蓋和配件熱靴蓋）；約1,180克（僅機身）